# Kalenići
Kalenići (Servisch cyrillisch Каленићи) is een plaats in de Servische gemeente Požega. De plaats telt 331 inwoners (2002).